# Demografia d'Espanya
Espanya té una població de 44.108.530 habitants a l'1 de gener, 2005, segons l'Institut Nacional d'Estadística (INE). En total, hi ha 22.327.661 dones (50,62%) i 21.780.869 homes (49,38%). El nombre de dones supera el nombre d'homes a totes les comunitats autònomes llevat de les Illes Balears, les Illes Canàries, Múrcia, Castella - la Manxa i les ciutats autònomes de Ceuta i Melilla.
L'esperança de vida a Espanya és de 78,71 anys; 75,25 pels homes i 82,16 per les dones.
La població està repartida entre 8.077 municipis.

## Evolució en nombres absoluts
Durant la dècada de 1950 s'inicià un èxode rural.
Entre 2015 i 2016, Espanya va perdre 67.374 habitants, principalment a l'àmbit rural mentre que les capitals de província concentren i augmenten la població.

## Distribució de la població
La densitat de població d'Espanya, de 93,51 hab/km² el 2011 i la seva distribució al llarg del territori és molt irregular. Així doncs, la població espanyola es concentra predominantment a dues zones:
- Litoral: les zones de costa i les valls properes, així com les grans illes, són les més densament poblades i on es troben els principals nuclis de població i llurs àrees metropolitanes (tret de Madrid), per exemple Barcelona, València, Alacant-Elx, Múrcia-Cartagena, Sevilla, Cadis-Jerez, Màlaga, Granada, Guipúscoa, Àlaba, Bilbao, Santander, La Corunya, Vigo, Palma, Santa Cruz de Tenerife, etc.
- Madrid: és una zona molt poblada, la ciutat principal d'Espanya i el tercer municipi de la Unió Europea (només superat per Londres i Berlín) i la seva àrea metropolitana és la tercera major de la Unió Europea (només superada per París i Londres), en què hi ha ciutats com Móstoles, Alcalá de Henares, Fuenlabrada, Alcorcón, Leganés, Getafe, etc, que superen els 100.000 habitants. La seva influència s'estén per províncies com Toledo i Guadalajara.

Pel 2017 hi havia unes 4000 poblacions en risc de desaparèixer.
Pel 2019, el 20% de la població espanyola residia al 80% de la superfícies del país.

## Municipis ordenats per nombre d'habitants
Els municipis amb més de 100.000 habitants el 2015 eren els següents: 
| - 1. Madrid 3.165.235 - 2. Barcelona 1.602.386 - 3. València 786.424 - 4. Sevilla 696.676 - 5. Saragossa 666.058 - 6. Màlaga 566.913 - 7. Múrcia 439.712 - 8. Palma 399.093 - 9. Las Palmas de Gran Canaria 382.283 - 10. Bilbao 346.574 - 11. Alacant 332.067 - 12. Còrdova 328.041 - 13. Valladolid 306.830 - 14. Vigo 297.355 - 15. Gijón 277.733 - 16. L'Hospitalet de Llobregat 257.057 |  | - 17. La Corunya 244.180 - 18. Vitòria 242.082 - 19. Granada 237.240 - 20. Elx 230.587 - 21. Oviedo 223.765 - 22. Badalona 220.977 - 23. Cartagena 216.655 - 24. Terrassa 215.678 - 25. Jerez de la Frontera 215.180 - 26. Sabadell 207.938 - 27. Santa Cruz de Tenerife 206.965 - 28. Móstoles 206.031 - 29. Alcalá de Henares 203.924 - 30. Fuenlabrada 198.132 - 31. Pamplona 196.166 |  | - 32. Almeria 193.351 - 33. Leganés 187.125 - 34. Sant Sebastià 186.126 - 35. Castelló de la Plana 180.204 - 36. Burgos 179.906 - 37. Santander 178.465 - 38. Albacete 172.472 - 39. Getafe 171.280 - 40. Alcorcón 169.308 - 41. Logronyo 153.402 - 42. San Cristóbal de La Laguna 153.224 - 43. Badajoz 152.270 - 44. Salamanca 152.048 - 45. Huelva 148.568 - 46. Marbella 140.473 - 47. Lleida 139.834 |  | - 48. Tarragona 133.954 - 49. Lleó 131.680 - 50. Dos Hermanas 128.794 - 51. Torrejón de Ardoz 125.331 - 52. Parla 124.208 - 53. Mataró 124.084 - 54. Cadis 123.948 - 55. Santa Coloma de Gramenet 120.594 - 56. Algesires 116.917 - 57. Jaén 116.731 - 58. Alcobendas 111.040 - 59. Ourense 107.597 - 60. Reus 107.211 - 61. Torrevella 103.720 - 62. Telde 101.300 - 63. Barakaldo 100.369 |

## Municipis per densitat demogràfica
Classificació dels municipis amb més de 200.000 habitants el 2005 segons llur densitat demogràfica d'habitants per quilòmetre quadrat al territori del municipi: 
| - 1. L'Hospitalet de Llobregat 20.246 hab./km² - 2. Barcelona 15.867 hab./km² - 3. Badalona 9.844 hab./km² - 4. Bilbao 8.559 hab./km² - 5. La Corunya 6.613 hab./km² - 6. València 5.916 hab./km² - 7. Madrid 5.198 hab./km² - 8. Sevilla 5.029 hab./km² - 9. Móstoles 4.665 hab/km² - 10. Las Palmas de Gran Canaria 3.766 hab./km² - 11. Granada 2.693 hab./km² - 12. Vigo 2.692 hab./km² - 13. Palma 1.760 hab/km² - 14. Valladolid 1.629 hab./km² |  | - 15. Alacant 1.587 hab./km² - 16. Gijón 1.508 hab/km² - 17. Santa Cruz de Tenerife 1.472 hab./km² - 18. Màlaga 1.402 hab./km² - 19. Oviedo 1.137 hab/km² - 20. Vitòria 818 hab./km² - 21. Elx 672 hab./km² - 22. Saragossa 601 hab./km² - 23. Múrcia 465 hab./km² - 24. Cartagena 367 hab/km² - 25. Còrdova 257 hab./km² |

## Aglomeracions urbanes
Les aglomeracions urbanes que el 2005 tenien més de 300.000 habitants: 
| - 1. Madrid 5.843.041 - 2. Barcelona 4.686.701 - 3. València 1.694.970 - 4. Sevilla 1.317.098 - 5. Màlaga 1.074.074 - 6. Bilbao 947.581 - 7. Central d'Astúries 855.199 - 8. Alacant-Elx 710.448 - 9. Saragossa 683.763 - 10. Las Palmas de Gran Canaria 616.903 - 11. Badia de Cadis 615.494 |  | - 12. Múrcia 563.272 - 13. Palma 474.035 - 14. Granada 472.638 - 15. Vigo 423.821 - 16. Santa Cruz de Tenerife-La Laguna 420.198 - 17. Sant Sebastià 399.125 - 18. La Corunya 396.015 - 19. Valladolid 383.894 - 20. Tarragona 375.749 - 21. Còrdova 321.164 - 22. Pamplona 309.631 |

## Les deu províncies principals
| Absoluta | Absoluta | Relativa (densitat) | Relativa (densitat) |
| --- | --- | --- | --- |
| 1. Madrid 2. Barcelona 3. València 4. Sevilla 5. Alacant 6. Màlaga 7. Múrcia 8. Cadis 9. Biscaia 10. La Corunya | - 6.454.440 - 5.523.784 - 2.548.898 - 1.941.355 - 1.868.438 - 1.621.968 - 1.466.818 - 1.240.175 - 1.151.905 - 1.132.735 | 1. Madrid 2. Barcelona 3. Biscaia 4. Guipúscoa 5. Alacant 6. Santa Cruz de Tenerife 7. Las Palmas 8. València 9. Màlaga 10. Illes Balears | - 804,0 hab/km² - 714,8 hab/km² - 519,6 hab/km² - 361,2 hab/km² - 321,2 hab/km² - 297,2 hab/km² - 270,5 hab/km² - 236,5 hab/km² - 222,0 hab/km² - 221,0 hab/km² |

## Comunitats autònomes per nombre d'habitants
Llista de les comunitats autònomes d'Espanya classificades segons el nombre d'habitants. Entre parèntesis, el percentatge d'habitants respecte al total d'habitants d'Espanya.
| - 1. Andalusia 7.849.799 (17,80%) - 2. Catalunya 6.995.206 (15,86%) - 3. Comunitat de Madrid 5.964.143 (13,52%) - 4. País Valencià 4.692.449 (10,64%) - 5. Galícia 2.762.198 (6,26%) - 6. Castella i Lleó 2.510.849 (5,69%) - 7. Comunitat Basca 2.124.846 (4,82%) - 8. Canàries 1.968.280 (4,46%) - 9. Castella - la Manxa 1.894.667 (4,30%) - 10. Regió de Múrcia 1.335.792 (3,03%) |  | - 11. Aragó 1.269.027 (2,88%) - 12. Extremadura 1.083.879 (2,46%) - 13. Principat d'Astúries 1.076.635 (2,44%) - 14. Illes Balears 983.131 (2,23%) - 15. Navarra 593.472 (1,35%) - 16. Cantàbria 562.309 (1,27%) - 17. La Rioja 301.084 (0,68%) - 18. Ceuta 75.276 (0,17%) - 19. Melilla 64.488 (0,15%) |

## Evolució demogràfica d'Espanya
Pel que fa al volum demogràfic, conéixer-ne l'evolució és difícil al llarg l'època preestadística, ateses les característiques de les fonts, entre les quals tenim: 
- 1594: 8.206.791
- 1769: 9.159.999
- 1787: 10.268.150
- 1833: 12.286.941
- 1846: 12.162.872

L'any 1857 es va inaugurar a Espanya la sèrie estadística pròpiament dita, i per tant, hom pot conéixer l'evolució dels efectius amb major fiabilitat: 
- 1857: 15.464.340
- 1877: 16.622.175
- 1887: 17.549.608
- 1900: 18.616.630
- 1910: 19.990.669
- 1920: 21.388.551
- 1930: 23.677.095
- 1940: 26.014.278
- 1950: 28.117.873
- 1960: 30.582.936
- 1970: 33.956.047
- 1981: 37.742.561
- 1991: 39.433.942
- 1999: Es va produir un creixement natural negatiu, corregint-se l'any següent.[5]
- 2000: 40.499.791
- 2005: 44.108.530
- El 2014, les dones espanyoles eren els habitants de la Unió Europea més tardanes en tindre fills i les terceres en tindre'n menys.[6]
- 2015: Va ocórrer un creixement natural negatiu.[5]

Font: Institut Nacional d'Estadística

## Taxa total de fecunditatdes del 1850 fins al 1899
La taxa total de fecunditat és el nombre mitjà de fills nascuts per cada dona. La següent font es basa en una enorme i fiable quantitat de dades per a tot el període. Fonts: Our World In Data i Gapminder Foundation.

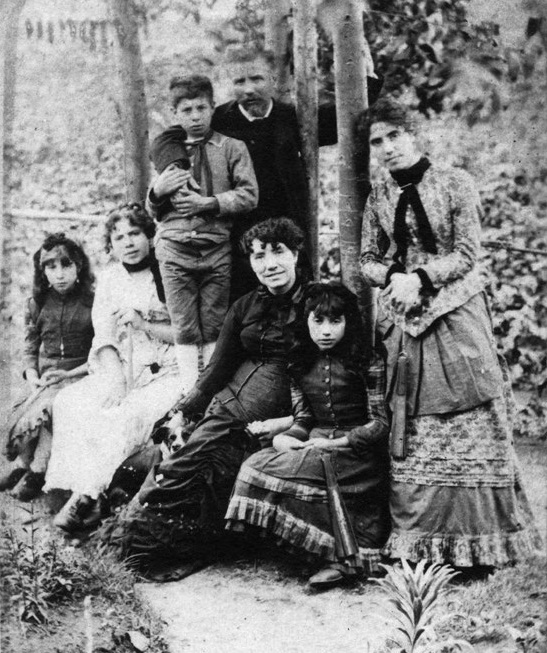
L'escriptora gallega Rosalía de Castro (1837–1885) amb la seva família nuclear en 1884. Aquesta és una família de talla mitjana de la segona meitat del a Espanya.

| Anys                               | 1850 | 1851 | 1852 | 1853 | 1854 | 1855 | 1856 | 1857 | 1858 | 1859 | 1860 |
| ---------------------------------- | ---- | ---- | ---- | ---- | ---- | ---- | ---- | ---- | ---- | ---- | ---- |
| Taxa total de fecunditat a Espanya | 5,13 | 5,07 | 5,01 | 4,95 | 4,89 | 4,83 | 4,78 | 4,72 | 4,66 | 4,75 | 4,86 |

| Anys                               | 1861 | 1862 | 1863 | 1864 | 1865 | 1866 | 1867 | 1868 | 1869 | 1870 |
| ---------------------------------- | ---- | ---- | ---- | ---- | ---- | ---- | ---- | ---- | ---- | ---- |
| Taxa total de fecunditat a Espanya | 5,16 | 5,09 | 5    | 5,19 | 5,11 | 5,07 | 5,09 | 4,72 | 4,9  | 4,84 |

| Anys                               | 1871 | 1872 | 1873 | 1874 | 1875 | 1876 | 1877 | 1878 | 1879 | 1880 |
| ---------------------------------- | ---- | ---- | ---- | ---- | ---- | ---- | ---- | ---- | ---- | ---- |
| Taxa total de fecunditat a Espanya | 4,83 | 4,83 | 4,82 | 4,81 | 4,8  | 4,79 | 4,78 | 4,78 | 4,74 | 4,7  |

| Anys                               | 1881 | 1882 | 1883 | 1884 | 1885 | 1886 | 1887 | 1888 | 1889 | 1890 |
| ---------------------------------- | ---- | ---- | ---- | ---- | ---- | ---- | ---- | ---- | ---- | ---- |
| Taxa total de fecunditat a Espanya | 4,91 | 4,79 | 4,71 | 4,86 | 4,8  | 4,86 | 4,78 | 4,82 | 4,82 | 4,55 |

| Anys                               | 1891 | 1892 | 1893 | 1894 | 1895 | 1896 | 1897 | 1898 | 1899 |
| ---------------------------------- | ---- | ---- | ---- | ---- | ---- | ---- | ---- | ---- | ---- |
| Taxa total de fecunditat a Espanya | 4,67 | 4,71 | 4,71 | 4,6  | 4,63 | 4,75 | 4,51 | 4,41 | 4,53 |

## Estructura de la Població de 1900 d'ara endavant
| [ 8 ] [ 9 ] [ 7 ] | Població   | Nascuts vius | Defuncions | Creixement natural | Taxa de natalitat (per 1000) | Taxa de mortalitat (per 1000) | Creixement natural (per 1000) | Taxa total de fecunditat |
| ----------------- | ---------- | ------------ | ---------- | ------------------ | ---------------------------- | ----------------------------- | ----------------------------- | ------------------------ |
| 1900              | 18 520 000 | 627 848      | 536 716    | 91 132             | 33,9                         | 29,0                          | 4,9                           | 4,49                     |
| 1901              | 18 610 000 | 650 649      | 517 575    | 133 074            | 35,0                         | 27,8                          | 7,1                           | 4,71                     |
| 1902              | 18 720 000 | 666 687      | 488 289    | 178 398            | 35,6                         | 26,1                          | 9,6                           | 4,7                      |
| 1903              | 18 810 000 | 685 265      | 470 387    | 214 878            | 36,4                         | 25,0                          | 11,4                          | 4,68                     |
| 1904              | 18 980 000 | 649 878      | 486 889    | 162 989            | 34,2                         | 25,7                          | 8,6                           | 4,67                     |
| 1905              | 19 110 000 | 670 651      | 491 369    | 179 282            | 35,1                         | 25,7                          | 9,4                           | 4,66                     |
| 1906              | 19 250 000 | 650 385      | 499 018    | 151 367            | 33,8                         | 25,9                          | 7,8                           | 4,61                     |
| 1907              | 19 380 000 | 646 371      | 472 007    | 174 364            | 33,3                         | 24,4                          | 9,0                           | 4,57                     |
| 1908              | 19 530 000 | 658 008      | 460 946    | 197 062            | 33,7                         | 23,6                          | 10,1                          | 4,52                     |
| 1909              | 19 670 000 | 650 498      | 466 648    | 183 850            | 33,1                         | 23,7                          | 9,3                           | 4,48                     |
| 1910              | 19 770 000 | 646 975      | 456 158    | 190 817            | 32,7                         | 23,1                          | 9,7                           | 4,43                     |
| 1911              | 19 950 000 | 628 443      | 466 525    | 161 918            | 31,5                         | 23,4                          | 8,1                           | 4,39                     |
| 1912              | 20 040 000 | 637 860      | 426 297    | 211 563            | 31,8                         | 21,3                          | 10,6                          | 4,35                     |
| 1913              | 20 170 000 | 617 850      | 449 349    | 168 501            | 30,6                         | 22,3                          | 8,4                           | 4,3                      |
| 1914              | 20 310 000 | 608 207      | 450 340    | 157 867            | 29,9                         | 22,2                          | 7,8                           | 4,26                     |
| 1915              | 20 430 000 | 631 462      | 452 479    | 178 983            | 30,9                         | 22,1                          | 8,8                           | 4,22                     |
| 1916              | 20 610 000 | 599 011      | 441 673    | 157 338            | 29,1                         | 21,4                          | 7,6                           | 4,2                      |
| 1917              | 20 740 000 | 602 139      | 465 722    | 136 417            | 29,0                         | 22,5                          | 6,6                           | 4,19                     |
| 1918              | 20 910 000 | 612 637      | 695 758    | -83 121            | 29,3                         | 33,3                          | -4,0                          | 4,17                     |
| 1919              | 21 000 000 | 585 963      | 482 752    | 103 211            | 27,9                         | 23,0                          | 4,9                           | 4,16                     |
| 1920              | 21 130 000 | 623 339      | 494 540    | 128 799            | 29,5                         | 23,4                          | 6,1                           | 4,14                     |
| 1921              | 21 270 000 | 648 892      | 455 469    | 193 423            | 30,5                         | 21,4                          | 9,1                           | 4,08                     |
| 1922              | 21 510 000 | 656 093      | 441 330    | 214 763            | 30,5                         | 20,5                          | 10,0                          | 4,02                     |
| 1923              | 21 740 000 | 662 576      | 449 683    | 212 893            | 30,5                         | 20,7                          | 9,8                           | 4,02                     |
| 1924              | 21 990 000 | 653 085      | 430 590    | 222 495            | 29,7                         | 19,6                          | 10,1                          | 3,92                     |
| 1925              | 22 160 000 | 644 741      | 432 400    | 212 341            | 29,1                         | 19,5                          | 9,6                           | 3,82                     |
| 1926              | 22 400 000 | 663 401      | 420 838    | 242 563            | 29,6                         | 18,8                          | 10,8                          | 3,87                     |
| 1927              | 22 610 000 | 636 028      | 419 816    | 216 212            | 28,1                         | 18,6                          | 9,6                           | 3,7                      |
| 1928              | 22 860 000 | 666 240      | 413 002    | 253 238            | 29,1                         | 18,1                          | 11,1                          | 3,8                      |
| 1929              | 23 120 000 | 653 668      | 407 486    | 246 182            | 28,3                         | 17,6                          | 10,7                          | 3,69                     |
| 1930              | 23 340 000 | 660 860      | 394 488    | 266 372            | 28,3                         | 16,9                          | 11,4                          | 3,68                     |
| 1931              | 23 510 000 | 649 276      | 408 977    | 240 299            | 27,6                         | 17,4                          | 10,2                          | 3,58                     |
| 1932              | 23 897 000 | 670 670      | 388 900    | 281 770            | 28,3                         | 16,5                          | 11,8                          | 3,64                     |
| 1933              | 24 122 000 | 667 866      | 394 750    | 273 116            | 27,9                         | 16,5                          | 11,4                          | 3,59                     |
| 1934              | 24 349 000 | 641 889      | 392 793    | 249 096            | 26,4                         | 16,1                          | 10,2                          | 3,38                     |
| 1935              | 24 578 000 | 636 725      | 388 757    | 247 968            | 25,9                         | 15,8                          | 10,1                          | 3,31                     |
| 1936              | 24 810 000 | 617 220      | 417 108    | 200 112            | 24,9                         | 16,8                          | 8,1                           | 3,18                     |
| 1937              | 25 043 000 | 568 977      | 475 310    | 93 667             | 22,7                         | 19,0                          | 3,7                           | 2,89                     |
| 1938              | 25 279 000 | 508 726      | 487 546    | 21 180             | 20,1                         | 19,3                          | 0,8                           | 2,56                     |
| 1939              | 25 517 000 | 422 345      | 472 611    | -50 266            | 16,6                         | 18,5                          | -2,0                          | 2,12                     |
| 1940              | 25 757 000 | 631 285      | 428 416    | 202 869            | 24,5                         | 16,6                          | 7,9                           | 3,09                     |
| 1941              | 25 999 000 | 511 157      | 487 748    | 23 409             | 19,7                         | 18,8                          | 0,9                           | 2,47                     |
| 1942              | 26 244 000 | 530 845      | 387 844    | 143 001            | 20,2                         | 14,8                          | 5,4                           | 2,53                     |
| 1943              | 26 491 000 | 606 971      | 352 587    | 254 384            | 22,9                         | 13,3                          | 9,6                           | 2,88                     |
| 1944              | 26 620 000 | 602 091      | 349 114    | 253 796            | 22,6                         | 13,1                          | 9,5                           | 2,84                     |
| 1945              | 26 770 000 | 621 558      | 330 581    | 290 977            | 23,2                         | 12,3                          | 10,9                          | 2,91                     |
| 1946              | 27 030 000 | 585 381      | 353 371    | 232 010            | 21,7                         | 13,1                          | 8,6                           | 2,7                      |
| 1947              | 27 150 000 | 588 732      | 330 341    | 258 391            | 21,7                         | 12,2                          | 9,5                           | 2,67                     |
| 1948              | 27 593 000 | 642 041      | 305 310    | 336 731            | 23,3                         | 11,1                          | 12,2                          | 2,88                     |
| 1949              | 27 811 000 | 601 759      | 321 541    | 280 218            | 21,6                         | 11,6                          | 10,1                          | 2,68                     |
| 1950              | 28 009 000 | 565 378      | 305 934    | 259 444            | 20,2                         | 10,9                          | 9,3                           | 2,45                     |
| 1951              | 28 236 000 | 567 474      | 327 236    | 240 238            | 20,1                         | 11,6                          | 8,5                           | 2,47                     |
| 1952              | 28 474 000 | 593 019      | 276 735    | 316 284            | 20,8                         | 9,7                           | 11,1                          | 2,51                     |
| 1953              | 28 713 000 | 589 188      | 278 522    | 310 666            | 20,5                         | 9,7                           | 10,8                          | 2,55                     |
| 1954              | 28 955 000 | 577 886      | 264 668    | 313 218            | 20,0                         | 9,1                           | 10,8                          | 2,59                     |
| 1955              | 29 199 000 | 598 970      | 274 188    | 324 782            | 20,5                         | 9,4                           | 11,1                          | 2,62                     |
| 1956              | 29 445 000 | 608 121      | 290 410    | 317 711            | 20,7                         | 9,9                           | 10,8                          | 2,66                     |
| 1957              | 29 693 000 | 646 784      | 293 502    | 353 282            | 21,8                         | 9,9                           | 11,9                          | 2,69                     |
| 1958              | 29 943 000 | 653 216      | 260 683    | 392 533            | 21,8                         | 8,7                           | 13,1                          | 2,72                     |
| 1959              | 30 195 000 | 654 474      | 269 591    | 384 883            | 21,7                         | 8,9                           | 12,7                          | 2,74                     |
| 1960              | 30 455 000 | 663 375      | 268 941    | 394 434            | 21,8                         | 8,8                           | 13,0                          | 2,77                     |
| 1961              | 30 744 000 | 654 616      | 263 441    | 391 175            | 21,3                         | 8,6                           | 12,7                          | 2,79                     |
| 1962              | 31 067 000 | 658 816      | 278 575    | 380 241            | 21,2                         | 9,0                           | 12,2                          | 2,8                      |
| 1963              | 31 393 000 | 671 520      | 282 460    | 389 060            | 21,4                         | 9,0                           | 12,4                          | 2,82                     |
| 1964              | 31 723 000 | 697 697      | 273 955    | 423 742            | 22,0                         | 8,6                           | 13,4                          | 2,83                     |
| 1965              | 32 056 000 | 676 361      | 274 271    | 402 090            | 21,1                         | 8,6                           | 12,5                          | 2,83                     |
| 1966              | 32 394 000 | 669 919      | 276 173    | 393 746            | 20,7                         | 8,5                           | 12,2                          | 2,84                     |
| 1967              | 32 734 000 | 680 125      | 280 494    | 399 631            | 20,8                         | 8,6                           | 12,2                          | 2,85                     |
| 1968              | 33 079 000 | 667 311      | 282 628    | 384 683            | 20,2                         | 8,5                           | 11,6                          | 2,86                     |
| 1969              | 33 427 000 | 666 568      | 303 402    | 363 166            | 19,9                         | 9,1                           | 10,9                          | 2,87                     |
| 1970              | 33 779 000 | 663 667      | 286 067    | 377 600            | 19,6                         | 8,5                           | 11,2                          | 2,88                     |
| 1971              | 34 216 000 | 672 092      | 308 516    | 363 576            | 19,7                         | 9,0                           | 10,6                          | 2,88                     |
| 1972              | 34 572 000 | 672 405      | 285 508    | 386 897            | 19,5                         | 8,3                           | 11,2                          | 2,86                     |
| 1973              | 34 921 000 | 672 963      | 301 803    | 371 160            | 19,3                         | 8,7                           | 10,7                          | 2,84                     |
| 1974              | 35 288 000 | 688 711      | 300 403    | 388 308            | 19,6                         | 8,5                           | 11,0                          | 2,89                     |
| 1975              | 35 688 000 | 669 378      | 298 192    | 371 186            | 18,8                         | 8,4                           | 10,5                          | 2,75                     |
| 1976              | 36 118 000 | 677 456      | 299 007    | 378 449            | 18,9                         | 8,3                           | 10,5                          | 2,68                     |
| 1977              | 36 564 000 | 656 357      | 294 324    | 362 033            | 18,1                         | 8,1                           | 10,0                          | 2,59                     |
| 1978              | 36 741 000 | 636 892      | 296 781    | 340 111            | 17,3                         | 8,1                           | 9,2                           | 2,48                     |
| 1979              | 37 289 000 | 601 992      | 291 213    | 310 779            | 16,2                         | 7,8                           | 8,4                           | 2,36                     |
| 1980              | 37 527 000 | 571 018      | 289 344    | 281 674            | 15,2                         | 7,7                           | 7,5                           | 2,22                     |
| 1981              | 37 741 000 | 533 008      | 293 386    | 239 622            | 14,1                         | 7,8                           | 6,3                           | 2,09                     |
| 1982              | 37 942 000 | 515 706      | 286 655    | 229 051            | 13,6                         | 7,6                           | 6,0                           | 1,96                     |
| 1983              | 38 122 000 | 485 352      | 302 569    | 182 783            | 12,7                         | 7,9                           | 4,8                           | 1,84                     |
| 1984              | 38 279 000 | 473 281      | 299 409    | 173 872            | 12,4                         | 7,8                           | 4,5                           | 1,73                     |
| 1985              | 38 419 000 | 456 298      | 312 532    | 143 766            | 11,9                         | 8,1                           | 3,7                           | 1,64                     |
| 1986              | 38 536 000 | 438 750      | 310 413    | 128 337            | 11,4                         | 8,1                           | 3,3                           | 1,56                     |
| 1987              | 38 631 000 | 426 782      | 310 073    | 116 709            | 11,0                         | 8,0                           | 3,0                           | 1,50                     |
| 1988              | 38 716 000 | 418 919      | 319 437    | 99 482             | 10,8                         | 8,3                           | 2,6                           | 1,45                     |
| 1989              | 38 792 000 | 408 434      | 324 796    | 83 638             | 10,5                         | 8,4                           | 2,2                           | 1,40                     |
| 1990              | 38 851 000 | 401 425      | 333 142    | 68 283             | 10,3                         | 8,6                           | 1,8                           | 1,36                     |
| 1991              | 38 940 000 | 395 989      | 337 691    | 58 298             | 10,2                         | 8,7                           | 1,5                           | 1,33                     |
| 1992              | 39 068 000 | 396 747      | 331 515    | 65 232             | 10,2                         | 8,5                           | 1,7                           | 1,32                     |
| 1993              | 39 190 000 | 385 786      | 339 661    | 46 125             | 9,8                          | 8,7                           | 1,2                           | 1,26                     |
| 1994              | 39 295 000 | 370 148      | 338 242    | 31 906             | 9,4                          | 8,6                           | 0,8                           | 1,21                     |
| 1995              | 39 387 000 | 363 469      | 346 227    | 17 242             | 9,2                          | 8,8                           | 0,4                           | 1,18                     |
| 1996              | 39 478 000 | 362 626      | 351 449    | 11 177             | 9,2                          | 8,9                           | 0,3                           | 1,17                     |
| 1997              | 39 582 000 | 369 035      | 349 521    | 19 514             | 9,3                          | 8,8                           | 0,5                           | 1,19                     |
| 1998              | 39 721 000 | 365 193      | 360 511    | 4 682              | 9,2                          | 9,1                           | 0,1                           | 1,15                     |
| 1999              | 39 927 000 | 380 130      | 371 102    | 9 028              | 9,5                          | 9,3                           | 0,2                           | 1,20                     |
| 2000              | 40 264 000 | 397 632      | 360 391    | 37 241             | 9,9                          | 9,0                           | 0,9                           | 1,23                     |
| 2001              | 40 476 000 | 406 380      | 360 131    | 46 249             | 10,0                         | 8,8                           | 1,1                           | 1,24                     |
| 2002              | 41 035 000 | 418 846      | 368 618    | 50 228             | 10,1                         | 8,9                           | 1,2                           | 1,26                     |
| 2003              | 41 827 000 | 441 881      | 384 828    | 57 053             | 10,5                         | 9,2                           | 1,4                           | 1,31                     |
| 2004              | 42 547 000 | 454 591      | 371 934    | 82 657             | 10,6                         | 8,7                           | 1,9                           | 1,33                     |
| 2005              | 43 296 000 | 466 371      | 387 355    | 79 016             | 10,7                         | 8,9                           | 1,8                           | 1,35                     |
| 2006              | 44 009 000 | 482 957      | 371 478    | 111 479            | 10,9                         | 8,4                           | 2,5                           | 1,36                     |
| 2007              | 44 784 000 | 492 527      | 385 361    | 107 166            | 10,9                         | 8,5                           | 2,4                           | 1,40                     |
| 2008              | 45 668 000 | 519 779      | 386 324    | 133 455            | 11,4                         | 8,4                           | 3,0                           | 1,46                     |
| 2009              | 46 239 000 | 494 997      | 384 933    | 110 064            | 10,7                         | 8,3                           | 2,4                           | 1,39                     |
| 2010              | 46 486 000 | 486 575      | 382 047    | 104 528            | 10,5                         | 8,2                           | 2,3                           | 1,38                     |
| 2011              | 46 667 000 | 471 999      | 387 911    | 84 536             | 10,2                         | 8,3                           | 1,9                           | 1,34                     |
| 2012              | 46 818 000 | 454 648      | 402 950    | 51 698             | 9,7                          | 8,6                           | 1,1                           | 1,32                     |
| 2013              | 46 728 000 | 425 715      | 390 419    | 35 296             | 9,1                          | 8,3                           | 0,8                           | 1,27                     |
| 2014              | 46 508 000 | 427 595      | 395 830    | 31 765             | 9,1                          | 8,5                           | 0,6                           | 1,32                     |
| 2015              | 46 449 000 | 420 290      | 422 568    | -2 278             | 9,0                          | 9,1                           | -0,1                          | 1,33                     |
| 2016              | 46 440 000 | 410 583      | 410 611    | -28                | 8,8                          | 8,8                           | -0,0                          | 1,34                     |
| 2017              | 46 549 000 | 391 930      | 423 643    | -31 245            | 8,4                          | 9,1                           | -0,7                          | 1,31                     |

## Població per edat
L'edat mitjana de la població resident a Espanya l'any 2006 era de 40,2 anys: 38,9 anys per als homes i 41,6 anys per a les dones. El 14,3% de la població tenia menys de 15 anys, el 69% tenia entre 15 i 64 anys, mentre que el 16,7% tenia 65 anys o més.
Les comunitats autònomes que presentaven més percentatge de població de més de 65 anys eren, segons l'INE-2006: Castella i Lleó (22,60%), Astúries (21,96%), Galícia (21,48%) i Aragó (20,47%). D'altra banda, les regions on aquesta franja d'edat tenia un menor pes eren Ceuta i Melilla, les illes Canàries (12,35%), Múrcia (13,80%), les Illes Balears (13,84%), Madrid (14,48%) i Andalusia (14,70%).
Segons l'INE del 2013, l'esperança de vida a Espanya se situava en els 82,5 anys de mitjana: 79 per als homes i 85 per a les dones.

### Poblacións per edat històriques en%
Font: INE, Instituto Nacional de Estadística.
| Anys          | 1900  | 2000  | 2007  | 2018  |
| ------------- | ----- | ----- | ----- | ----- |
| 0-14 anys     | 33,52 | 14,48 | 14,34 | 14,83 |
| 15-29 anys    | 24,36 | 23,13 | 19,74 | 15,19 |
| 33-44 anys    | 19,24 | 23,21 | 25,30 | 22,53 |
| 45-59 anys    | 13,94 | 17,52 | 18,92 | 22,59 |
| 60-74 anys    | 7,51  | 14,38 | 13,53 | 15,44 |
| 75 anys o més | 1,42  | 7,28  | 8,18  | 9,41  |
| Total (%)     | 100   | 100   | 100   | 100   |

## Altres estadístiques demogràfiques

Piràmide de població en 2021

Evolució demogràfica a Espanya des del 1950 fins al 2014

Les següents estadístiques demogràfiques són d'acord amb el World Population Review (a principis de 2018)
- Un naixement cada 1 minut
- Una mort cada 1 minut
- Guany net d'una persona cada 42 minuts
- Un immigrant dins d'Espanya cada 13 minuts

Les següents estadístiques demogràfiques són d'acord amb The World Factbook, excepte altres indicades.
Població
48,958,159 (2017 est.) 46,529,002 (July 2010 est.)
Població per edat
0-14 anys:
15,3% (homes 3,872,763/dones 3,656,549)

15-24 years:
9,5% (homes 2,424,352/dones 2,267,429)

25-54 years:
44,9% (homes 11,214,102/dones 10,775,039)

54-64 years:
12,1% (homes 2,899,088/dones 3,044,111)

65 anys i més:
17,9% (homes 3,763,989/dones 5,040,737) (2017 est.)

0-14 anys:
14,4% (homes 3,423,861/dones 3,232,028)

15-64 anys:
69,1% (homes 16,185,575/dones 15,683,433)

65 anys i més:
16,5% (homes 3,238,301/dones 4,394,624) (2008 est.)
Edat mitjana
total: 42,7 anys

homes: 41,5 anys

dones: 43,9 anys (2017 est.)
Taxa de creixement
0,78% (2017 est.). País comparat a la resta del món: 134re
Taxa de natalitat
9,2 naixements/1.000 persones (2017 est.) País comparat a la resta del món: 204re
Taxa de mortalitat
9,1 morts/1,000 persones (2017 est.) País comparat a la resta del món: 64te
Taxa de migració
7,8 immigrants actuals/1.000 persones (2017 est.) País comparat a la resta del món: 13tè
Edat mitjana de mares en parir el seu primer fill
30,7 years (2015 est.)
Taxa total de fecunditat
1.5 nens nascuts/dona (2017 est.) País comparat a la resta del món: 197tè
Esperança de vida
població total: 81,8 anys. País comparat a la resta del món: 22on
homes: 78,8 anys
dones: 84,9 anys (2017 est.)
Taxa de mortalitat infantil
3,3 morts/1,000 naixements vius (2017 est.). País comparat a la resta del món: 212on
Proporcions sexuals
al naixement:
1,07 home(s)/dona

sota els 15 anys:
1,06 home(s)/dona

15-64 anys:
1,01 home(s)/dona

65 anys i més:
0,72 home(s)/dona

població total:
0,96 home(s)/dona (2006 est.)
Desocupació
total: 44,4%
homes: 44%
dones: 44,9% (2016 est.)

## Religió
Segons l'estudi realitzat el 2013, l'afiliació religiosa a Espanya és la següent:
- Catolicisme: 83,3%
- Una altra religió: 2,3%
- Sense confessió religiosa: 14,5%